# 查理·布萊克蒙
查爾斯·柯布·布萊克蒙（英語：Charles Cobb Blackmon, 1986年7月1日—），綽號「Chuck Nazty」，為前美國職棒大聯盟的外野手，生涯皆效力於科羅拉多洛磯。他於2011年6月7日登上大聯盟。身高191公分，體重95公斤。
2008年美國職棒大聯盟選秀，洛磯隊於第2輪將布萊克蒙選走。目前他入選過4次明星賽，拿過2次銀棒獎與一次國聯打擊王。

## 職業生涯
2008年美國職棒大聯盟選秀，他在第2輪被洛磯隊選進。該年他待在短期1A，並在隔年升上1A。2010年升上2A，2011年前半年升上3A。

### 科羅拉多洛磯

#### 2011–2016
2011年6月6日，洛磯隊將布萊克蒙拉上大聯盟。他在6月8日擊出大聯盟首安，7月1日擊出大聯盟首轟，而那天正好是他的25歲生日。該年他出賽25場，打擊率2成55。
2012與2013年球季，布萊克蒙多次在3A與大聯盟之間浮沉。後來球隊在2013年球季結束後將陣中外野手德克斯特·佛勒交易至太空人隊，這讓布萊克蒙成為2014年洛磯隊的先發中外野手。
2014年球季，布萊克蒙與另外3名球員Brandon Barnes、柯瑞·迪克森與Drew Stubbs競爭外野位置。2014年4月14日，布萊克蒙成為史上第5位單場擊出6支安打，5分打點與4支長打的球員。該年他也首度入選明星賽，成為國聯的替補。該年他的打擊率為2成88，19轟與28次盜壘成功。
2016年4月14日，布萊克蒙因為得到人工草皮趾(turf toe)而進入傷兵名單。6月26日，他獲選為國聯單週最佳球員。該年他打擊率3成81，29轟82分打點。他也順利贏得該年的銀棒獎。

#### 2017–
2017年5月，布萊克蒙拿下個人生涯第一次國聯單月最佳球員。而他也首度入選明星賽的先發，成為先發中外野手。該季他擊出102分打點，超越2000年由戴林·厄斯泰創下的單季100分打點，成為大聯盟單季最多分打點的首棒打者。
2017年他出賽159場，打擊率3成31拿下國聯打擊王。單季213支安打、137次得分、14支三壘安打與383個壘打數全都領先整個大聯盟。該年洛磯隊以87勝75敗拿下外卡第二名。而布萊克蒙也在該年的MVP票選中排名第5。
2018年4月4日，布萊克蒙與洛磯隊簽下6年1億800萬美元的延長合約。2018年上半季，他以打擊率2成76，17轟40分打點入選生涯第三次明星賽。9月30日，他達成生涯首次完全打擊。該年他的打擊率為2成91，29轟79分打點。
2024年9月23日，布萊克蒙宣布球季結束後退役。

## 個人生活
布萊克蒙小時候是亞特蘭大勇士隊的球迷，他的父親Myron以前曾是喬治亞理工學院的田徑運動員。

## 外部連結
- 球員資訊和成績在MLB ，ESPN ，Retrosheet ，Baseball Reference ，Baseball Reference (Minors) ，Fangraphs ，The Baseball Cube （英文）
- 查理·布萊克蒙的X（前Twitter）
- 查理·布萊克蒙在台灣棒球維基館上的頁面（繁體中文）

| 成就                           | 成就                                 | 成就                               |
| ------------------------------ | ------------------------------------ | ---------------------------------- |
| 前任： 克里斯蒂安·葉力奇       | 完全打擊 2018年9月30日               | 繼任： 布羅克·霍特                 |
| 前任： 萊恩·齊默爾曼 喬許·貝爾 | 國聯單月最佳球員 2017年5月 2019年6月 | 繼任： 安德魯·麥卡琴 保羅·高施密特 |